# Брынь (Думиничский район)
Брынь — село в Думиничском районе Калужской области России. Административный центр Сельского поселения «Село Брынь».
Находится в 105 километрах от Калуги на правом берегу реки Брынь.

## История
Ранее село называлось Толстошеево и впервые упоминается в переписных книгах Мещовского уезда 1646 года:
```
Беклемишев Роман Иванов сын – п-е д. Хотизино, д. Толстошеево (4 дв. крест., 19 чел., 7 дв. боб., 20 чел.) в Сухиничском стане.
```

В период 1660—1668 годов этими землями владел царский тесть боярин Илья Данилович Милославский. После смерти боярской вдовы Аксиньи в 1671 году владения Милославских приобрели Василий и Алексей Обуховы. В 1691 они поделили свои владения, и Толстошеево досталось Василию. Его сын капитан В. В. Обухов, испытывая недостаток средств, в 1721 году был вынужден продать сельцо Толстошеево, а также Хотисино и Увёртное, крупному заводчику Н. Н. Демидову. Демидов переименовал селение в Брынь завод, построил плотину на реке Брынь и в 1725 году открыл завод по производству железа. Он также благоустроил помещичью усадьбу, построив каменный двухэтажный дом с 26 окнами по фасаду и въездом через арку в обширный внутренний двор.
В 1736 году им была построена деревянная церковь с престолом, освящённым во имя Преображения Господня.
Согласно «Описанию и алфавитам к Калужскому атласу» село Толстошеево «Брынский железный завод тож» в 1782 году было во владении А. Н. Демидова. Дворов в селе было 224, имелись пруд, церковь деревянная Преображения Господня, господский дом каменный, два регулярных сада. На реке Брынь — железный завод, в нём пять молотовых, каждая имела два горна, в которых чугун переделывался в железо. Кроме этого, в селе были две мельницы: «пильная о двух рамах и мучная о двух поставах».

### XIX век
После смерти А. Н. Демидова Брынский железный завод попал под опеку государства и был продан калужскому купцу Илье Назаровичу Коробову, который в 1818 году уступил его прапорщику гвардии П. Е. Демидову. В 1820 году усадебные земли села Толстошеево приобрела жена действительного статского советника Екатерина Алексеевна Рябинина.
В 1820 году она получила разрешение на закрытие завода, к тому времени давно не работавшего, а его здания сдала в аренду московскому купцу П. М. Александрову для устройства суконной мануфактуры.
Брынский механик Г. Нестеров установил в цехах ткацкие станки собственного изобретения.
В 1830-е годы Брынская суконная фабрика по выпуску сукна вышла на первое место в Российской империи. Александров снабжал своей продукцией армию и обеспечивал 30 % всего российского экспорта сукна (в основном оно поставлялось в Китай). В 1839 году на фабрике при 241 механическом и 159 ручных станах работало 2016 человек.
В 1846 году на средства выделенные благотворителем П. М. Александровым А. М. Рябининым в селе была построена новая одноэтажная каменная церковь.
Спустя два года рядом построена колокольня.
В 1850 срок аренды завода Александровым закончился, и предприятием стала управлять сама Е. А. Рябинина. Объёмы производства резко снизились, но затем они снова начали расти, и в 1860 при 1300 рабочих на 120 станах механических и 150 ручных выпущено сукна на 902 тыс. рублей. После смерти Рябининой в 1862 году брынская усадьба и фабрика перешли к её сыновьям Михаилу и Алексею и дочери Варваре Андреевне Толстой, которая после смерти братьев стала единственной владелицей.
После реформы 1861 года село стало центром Брынской волости. В 1865 году в селе была открыта земская школа, в первое время (1868) в ней обучалось 28 мальчиков и 18 девочек. Вдобавок к ней 2 октября 1891 года была открыта одноклассная церковно-приходская школа. В 1868 году сгорела деревянная церковь, на её месте два года спустя была построена часовня.
В 1878 году в Брыни числилось 376 дворов, 2219 жителей, церковь православная, 4 молитвенных дома, больница, почтовая станция, 24 лавки, 4 постоялых двора, суконная фабрика, красильня. В 1881 году, не выдержав конкуренции с польскими предприятиями, закрылась Брынская фабрика.
После смерти В. А. Толстой имущество перешло к её сыну Александру Владимировичу и дочери Наталье Владимировне. Они сдали фабрику в аренду известным московским купцам — торговцам шерстью братьям Михаилу и Николаю Иллиодоровичам Ляпиным. Производство сукна восстановилось, но ненадолго: в 1896 году пожар повредил основные цеха и уничтожил все оборудование.
В 1898 году построено деревянное здание для церковно-приходской школы, которое находилось в 0,5 версте от храма.
В 1910 году в Брынь вместе с семьёй переехал известный писатель М. М. Пришвин.

### Советское время
В 1930-е годы в ходе коллективизации в селе Брынь были образованы 4 колхоза: «Красная Брынь», «Красный Скачок», имени Куйбышева и имени 18-й партконференции. В 1936 организована Брынская МТС. В том же году начал работать молочный завод.
5 октября 1941 года Брынь заняли немецкие войска. Первый раз село освободили в начале января 1942. 20-21 января 1942 тяжёлые бои за Брынь вели полки 328-й стрелковой дивизии 10-й армии, но отстоять село не удалось. Окончательно Брынь освобождена 2 апреля 1942.
До 1948 года село было административным центром Думиничского района.
В 1950 произошло укрупнение брынских колхозов, из 4 был создан один — имени Куйбышева.
На 1 сентября 1955 в Брынской средней школе было 280 учеников.
В 1964—1965 восстановлена плотина бывшей суконной фабрики, и вновь образовалось озеро площадью 790 га. Было организовано рыбоводческое предприятие — рыбхоз, которое существует и сейчас (СПК «Рыбный»).
В 1965 в результате объединения колхозов им. Куйбышева (Брынь) и им. Ленина (Семичастное) был создан совхоз «Брынский» (существовал до 2007).

## Население
| 1782 | 1859  | 1880  | 1897  | 1913  | 2002 | 2010 |
| ---- | ----- | ----- | ----- | ----- | ---- | ---- |
| 1281 | ↗2319 | ↘2219 | ↗2392 | ↗2412 | ↘888 | ↘758 |

## Известные уроженцы, жители
- С 1954 года и до своей смерти (1987) в Брыни жил Герой Советского Союза Пётр Трофимович Сокур.
- 18 марта 1949 в Брыне родился Кувшинов, Геннадий Георгиевич, российский учёный, профессор, доктор технических наук.
- В 1964 году в селе родился российский автор и исполнитель Павел Титов, известный под творческим псевдонимом «Паскаль».

## Инфраструктура
В селе имеется школа, клуб, библиотека. В сентябре 2012 г. после 15-летнего перерыва вновь открылся детский сад.
Достопримечательности
- Церковь Преображения 1846 г.
- Ансамбль Брынского промышленно-заводского комплекса (Демидовых)
- Ансамбль Брынского заводского посёлка
- Брынское водохранилище
- Здание винного магазина
- Дом купца Дашонова
- Здание магазина купца Плохинского.